# Севернокорейски ядрен опит (2017)
Северна Корея провежда шести ядрен опит на 3 септември 2017 г. в 12:00:01 ч. местно време (UTC+8:30), като заявява, че е тест на термоядрено оръжие (водородна бомба). Геоложкият институт на САЩ съобщава за земетресение с 6.3 по Рихтер, недалеч от полигона Пюнге-ри. Южнокорейските власти заявяват, че земетресението изглежда е изкуствено, което съответства на ядрен опит.

## Опит
Северна Корея заявява, че е детонирана водородна бомба, която може да бъде монтирана на междуконтинентална балистична ракета. В съобщението се твърди, че бойната глава е променлива, „нейната експлозивна мощност е регулируема от десетки до стотици килотона ...“.
Снимки на севернокорейския лидер Ким Чен Ун да инспектира устройството, наподобяващо термоядрена оръжейна бойна глава, са публикувани няколко часа преди опита.

## Оценки
Според шефа на комисията по отбрана на Южнокорейския парламент Ким Йънг-Ву, ядрената мощност е еквивалентна на около 100 килотона: „Най-новият тест на КНДР се оценява на добив до 100 килотона, макар че това е временен доклад.“
На 3 септември Корейската метеорологична агенция, изчислява, че добивът за предполагаемия тест е между 50 и 60 килотона. За разлика от това, независимата агенция за сеизмичен мониторинг НОРСАР изчислява, че взривът има добив от около 120 килотона, въз основа на сеизмична величина 5.8. Федералният институт за геологически науки и природни ресурси в Германия изчислява по-висок добив при „няколкостотин килотона“ въз основа на открит тремор с магнитуд 6.1.
На 4 септември академиците от Университета за наука и технологии на Китай публикуват своите заключения, въз основа на сеизмични резултати и стигат до извода, че ядреният тест е на 41 ° 17'53.52 "N 129 ° 4'27.12 "E в 03:30 UTC, само на няколкостотин метра от четирите предишни теста (2009 г., 2013 г., януари 2016 г. и септември 2016 г.).
На 5 септември японското правителство дава оценка на добива от около 160 килотона, заменяйки ранната оценка от 70 килотона.
На 6 септември разузнавателните служби на САЩ издават ранна оценка, че добивът е 140.

## Реакции
Съветът за сигурност на ООН се събира на открито извънредно заседание на 4 септември 2017 г. по искане на САЩ, Южна Корея, Япония, Франция и Обединеното кралство.
Южна Корея, Китай, Япония, Русия, Съединените щати, Канада, Филипините, Индонезия, Сингапур и Малайзия изразяват силна критика към ядрения опит.
Президентът на САЩ Доналд Тръмп пише в Twitter: „Северна Корея е извършила голям ядрен тест, чиито думи и действия продължават да бъдат много враждебни и опасни за Съединените щати.“ Тръмп е попитан дали САЩ ще атакува Северна Корея и той отговоря: „Ще видим.“ Секретарят на отбраната Джеймс Матис предупреждава Северна Корея, че ще бъдат посрещнати с „масивен военен отговор“, ако застрашат Съединените щати или неговите съюзници.